# Modelos completos
El concepto de modelo completo tiene significados diferentes dependiendo del contexto.
Para  Manuel Sacristán, en el contexto de la lógica formal aplicada a la   metodología de las ciencias Sociales  tiene el sentido de ser aquel modelo cuyos axiomas o postulados iniciales son teoremas demostrables.
En la Economía, un modelo completo tiene dos sentidos generales. El primero se deriva directamente del anterior.
Así, por ejemplo, para Héctor Viscencio B, un modelo completo es aquel modelo económico que contiene una ecuación por cada variable endógena,  es decir, aquellas cuyas magnitudes están determinadas por el sistema analizado.
Sin embargo, para Robert E. Hall, la característica central de un modelo  macroeconómico completo es que es  dinámico. Este tipo de modelos son generalmente más conocidos como modelos de Equilibrio general dinámico estocástico o "modelos EDGEs"